# Gabriel Betancourt
Pour les articles homonymes, voir Betancourt.
Gabriel Betancourt Mejía, né à Medellín le 27 avril 1918 et mort à Bogota le 23 mars 2002 est un homme politique et diplomate colombien, qui fut notamment ministre de l'Éducation. Il est le père de la femme politique colombienne Íngrid Betancourt et est le promoteur du crédit éducatif en Colombie.

## Familles
Gabriel Betancourt, est le père d'Íngrid Betancourt, née de son union avec Yolanda Pulecio. Il appartient à une vieille famille colombienne dont les ancêtres viennent de France et d'Espagne : Betancourt est un nom de famille français d'origine normande  (dont l'ancêtre Jean de Béthencourt, né à Grainville-la-Teinturière, fut le découvreur et roi des îles Canaries) et Mejía est un patronyme d'origine espagnole. Les Betancourt sont installés depuis trois siècles à Medellín, ville industrielle au cœur de la riche région d'Antioquia. Ses parents ont été ruinés par la crise de 1929 et Gabriel, dès son plus jeune âge, a dû faire face à d'énormes difficultés pour financer ses études.

## Études
Après avoir suivi et obtenu un doctorat de droit à la prestigieuse université pontificale Javeriana à Bogota, il part en 1943 pour l'université de Syracuse aux États-Unis pour y faire une maîtrise. C'est à cette occasion qu'il a l'idée de développer le crédit éducatif, en empruntant auprès d'une entreprise colombienne l'argent nécessaire à ses études contre promesse de remboursement en travaillant à son retour pour cette entreprise. Il y travaille si bien qu'il en devient président en quelques années.

## Carrières
Gabriel Betancourt est conseiller de différents présidents de la République, devient deux fois ministre de l´Éducation, notamment sous la dictature du général Gustavo Rojas Pinilla), puis conseiller de Kennedy. À la mort de ce dernier, il est nommé directeur adjoint de l'UNESCO et vient habiter Neuilly-sur-Seine jusqu'en 1966. Puis il obtient en 1968 un poste d'ambassadeur de Colombie à l'UNESCO. Sa grande œuvre est en Colombie la création de l'ICETEX, fondation pour le Crédit éducatif, qu'il saura reproduire dans un grand nombre de pays en voie de développement quand il sera directeur adjoint de l'UNESCO. Grâce à Gabriel Betancourt, des millions d'étudiants à travers le monde ont trouvé les moyens de financer leurs études supérieures à l'étranger[réf. nécessaire]. 
Jusqu'à sa mort le 23 mars 2002, Gabriel Betancourt est un défenseur de l'éducation. Il est par ailleurs un des membres fondateurs de la Communauté ibéro-américaine et du Parlement latino-américain.